# Renaud d'Herbauges
Pour les articles homonymes, voir Herbauges.
Renaud, Rainaldus, ou Ragenold, originaire d'Aquitaine (genere Aquitanicus), était comte d'Herbauges. Il semble cependant être membre de la famille des Rorgonides du Maine, ainsi que le laisse supposer le prénom d'Hervé, porté par un de ses fils.

## Biographie
Le comté d'Herbauges était constitué de trois pagi situés au sud de la Loire : « Arballicus » (Herbauges), « Metallicus » (Les Mauges), « Teofalicus » (Tiffauges) et détachés du comté de Poitiers. La nomination de Renaud à la tête du comté est antérieure à juillet 835, date à laquelle il apparaît dans un combat contre les Vikings établis à Noirmoutier.
Après la mort du comte Ricuin (841), il est nommé par Charles II le Chauve comte de Nantes Namneticae urbis comes au détriment de Lambert II qui avait pourtant combattu pour Charles à la bataille de Fontenoy-en-Puisaye et qui se serait considéré comme l'« héritier légitime » de son père l'ancien comte Lambert Ier de Nantes. Déçu dans ses ambitions, Lambert II qui selon la Chronique de Nantes avait été élevé (nutritus) chez les Bretons, rompt avec Charles le Chauve et se tourne vers Nominoë alors en révolte quasi ouverte contre le pouvoir franc.
Mettant à profit une maladie du chef breton, Renaud tente d'envahir son territoire à la jonction de l'évêché d'Aleth et du comté de Nantes sur la voie romaine d'Angers à Carhaix. Une armée de Bretons commandée par le prince Erispoë est battue à la bataille de Messac sur la rive gauche de la Vilaine.
Peu après, Renaud est battu et tué par Lambert II et ses alliés bretons à la bataille de Blain le IX kalendas junii (24 mai 843) selon la Chronique d'Aquitaine, ce qui correspond aux 30 jours avant la prise de Nantes par les Vikings et le meurtre de l'évêque Gohard (ou Gunhardus), le jour de la Saint Jean-Baptiste évoqué par les Annales de Saint-Serge d'Angers reprises dans la Chronique de Nantes.

### Postérité
Son commandement au sud de la Loire est alors confié à l'aîné de ses fils Hervé pendant que Lambert II occupe la ville de Nantes après le départ des Vikings.
La Chronique de Saint-Maixent indique ensuite pour l'année 844 que Bernard le comte de Poitiers et Hervé d'Herbauges sont tués par Lambert. Les études récentes lui attribuent un autre fils, Ragenold, qui fut comte d'Herbauges puis du Maine et marquis de Neustrie.